# Statuia „Fata pe valuri” din Galați
Fata pe valuri este numele unui ansamblu sculptural și fântână arteziană, realizat de Constantin Baraschi și instalat în anul 1966 în fața magazinului Romarta din Galați.
Fântâna se compune dintr-un bazin de circa 144 m.p., în interiorul căruia se află o platformă decorativă pe care este amplasată o statuie din bronz, lungă de 3,05 m, reprezentând un nud feminin încadrat de șase pești, tot din bronz, de dimensiuni de câte 1,1 m fiecare care scuipă continuu asupra ei arcuri strălucitoare de apă.
Fântâna mai este cunoscută în oraș sub și sub porecla "Nespălata", poreclă care i-a fost dată în perioada cât instalația de apă a fost defectă și fântâna arteziană nu a funcționat.
Baraschi a realizat și o pereche a sculpturii, aflată în Colecția Höhn, la Genova.

## Reabilitarea
În mai 2013, la inițiativa primarului, lucrarea a fost „curățată” de către angajații serviciului public de salubritate Ecosal. Mai mulți specialiști au protestat, explicând că „Lucrarea s-a efectuat fără consultarea unui specialist în domeniu și noua imagine impietează grav asupra valorii sculpturii. Acțiunea în sine este un act de deteriorare iremediabilă a unei lucrări de artă aparținând unui sculptor reprezentativ pentru arta românească a secolului XX”. Odată dat la o parte stratul de oxid, materialul va fi și mai sensibil la coroziune și fisuri, pentru că acel strat avea rol de protecție. Prin purtătorul de cuvânt, primarul a comunicat că „Oamenii au curățat-o cu o perie de sârmă, cu șmirghel, apoi au dat cu un lac protector. S-a dat la o parte acel strat de cocleală. Acum arată așa cum arăta ea când a fost realizată”.